# Ханти-Мужі
Ха́нти-Мужі́ (рос. Ханты-Мужи) — присілок у складі Шуришкарського району Ямало-Ненецького автономного округу Тюменської області, Росія. Входить до складу Мужівського сільського поселення.
Населення — 2 особи (2010, 5 у 2002).
Національний склад станом на 2002 рік: ханти — 100 %.
Стара назва — Хантимужі.